# Guélor Kanga
Guélor Kanga Kaku (ur. 1 września 1990 roku w Oyem) – gaboński piłkarz grający na pozycji pomocnika. Od 2020 jest zawodnikiem FK Crvena zvezda.

## Życie prywatne

### Kontrowersje
W kwietniu 2021 Fédération congolaise de football association złożył pozew przeciwko Gabonowi o fałszowanie tożsamości Kanga. Organizacja twierdzi, że Kanga urodził się w Demokratycznej Republice Konga i jest w rzeczywistości o cztery lata starszy niż wskazuje metryka urodzenia Gabonu, oraz że jego nazwisko rodowe to Kiaku-Kiaku Kianga. Rzekomo władze Gabonu nadały mu obywatelstwo Gabonu wraz z nowym sfałszowanym aktem urodzenia. W maju 2021 roku doniesiono, że CAF rozpoczęła dochodzenie po tym, jak pojawiły się zarzuty, że jego matka zmarła w 1986 roku, pomimo jego zarejestrowanej daty urodzenia we wrześniu 1990 roku.